# Головцево
Головцево — село в Барышском районе Ульяновской области. Входит в состав Ленинского городского поселения.

## География
Населённый пункт расположен на реке Барыш в 25 километрах к юго-западу от города Барыш — административного центра района. Расстояние до Ульяновска — 138 километров.

### Часовой пояс
Головцево, как и вся Ульяновская область, находится в часовой зоне МСК+1. Смещение применяемого времени относительно UTC составляет +4:00.

## История
В 1780 году, при создании Симбирского наместничества, село Головцово, при реке Барыше, помещичьих крестьян, однодворцев, вошло в состав Канадейского уезда.
В 1859 году село Головцово, удельных крестьян, по реке Суре и речке Барышу, входило во 2-й стан Сызранского уезда Симбирской губернии.
В 1869 году прихожанами был построен новый деревянный храм. Престолов в нём два: главный (холодный) — в честь Богоявления Господня, а в придел (тёплый) — в честь Покрова Пресвятые Богородицы. 
Земская школа в селе открыта в 1874 году.
Церковно-приход. попечительство существует с 1896 года.
На 1913 год в Богоявленском было 154 двора, 892 жит., деревянная Богоявленская церковь (1869), школа (с 1856). Кроме того, при селе находились усадьба и конный з-д В. А. Волянского, усадьба Финогеевой и усадьба кн. Оболенского. В 1996 г. – 383 чел., преимущ. русские. Центр СПК “Большевик”.
Решением исполкома Ульяновского областного Совета народных депутатов № 21 от 16 января 1978 г. в целях создания административно-территориальной целостности, более эффективного влияния сельских Советов на развитие сельскохозяйственного производства, улучшения культурно-бытового обслуживания населения и, учитывая просьбы граждан близлежащих сёл и деревень, образован в Барышском районе Головцевский сельсовет с центром в селе Головцево.
До 2005 года являлось административным центром ныне упразднённого Головцевского сельсовета, затем в составе Ленинского городского поселения.

## Население
| 2010 |
| ---- |
| 293  |

Согласно статистическим данным, в 1900 г. в с. Головцеве (н. р.) в 56 дв. 171 м. и 178 ж.; в 1913 году в деревне было 154 двора, проживало 892 жителей. Население в 1996 году — 383 человека.

## Инфраструктура
Село разделено на четыре улицы: Заречная, Луговая, Молодёжная, Полевая.

## Известные уроженцы и жители
- Федотов Владимир Иванович (1924—2011) — Герой Социалистического Труда, работник атомной промышленности[11].

## Достопримечательности
- Родник[12].